# Omar Daher Gadid
Omar Daher Gadid (ur. 1 stycznia 1966 w Dżibuti) – dżibutyjski lekkoatleta, dwukrotny olimpijczyk.
Wystąpił na letnich igrzyskach olimpijskich 1992 w Barcelonie. Wystartował tam w biegu na 10 000 m, gdzie zajął 25. miejsce w drugim półfinale, przebiegając ten dystans w czasie 30:32.89. Osiem lat później na igrzyskach olimpijskich w Sydney wziął udział w maratonie, którego nie ukończył.